# マリアンヌ

ウジェーヌ・ドラクロワ『民衆を導く自由の女神』（1830年、ルーヴル美術館所蔵）

マリアンヌ（Marianne）は、フランス共和国を象徴する女性像、もしくはフランス共和国の擬人化されたイメージである。自由の女神として知られている。
フランス革命の際にサン・キュロットの象徴とされたフリジア帽と呼ばれる帽子をかぶっている。フランスのユーロ硬貨・切手・国璽などに描かれたり、庁舎などの公的施設にその彫像が設置されるなどして、共和制及び自由の象徴として国民に親しまれている。

## マリアンヌのモデル

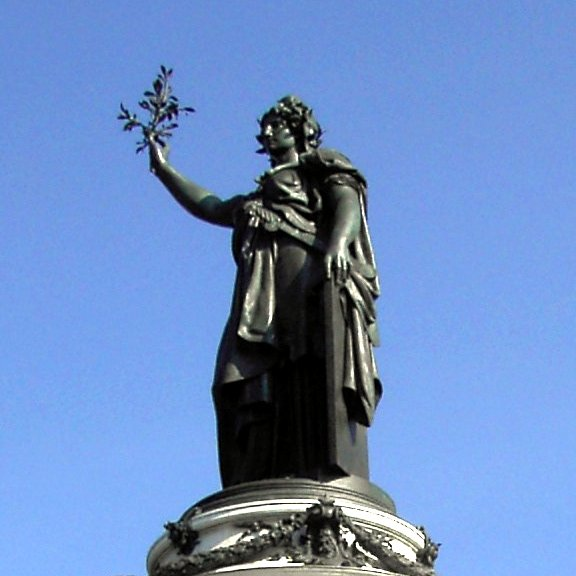
共和国広場（パリ）に設置されているマリアンヌ像

その時代のフランスの顔とも言える美しい女性の著名人が選ばれ、その胸像が作製されフランス国中の役所や公的な場所へ置かれることとなる。これまでに、下記の女性がマリアンヌのモデルに選ばれている。
- ブリジット・バルドー（女優、1970年 - 1978年）
- ミレイユ・マチュー（歌手、1978年 - 1985年）
- カトリーヌ・ドヌーヴ（女優、1985年 - 1989年）
- イネス・ド・ラ・フレサンジュ（ファッションモデル、1989年 - 2000年）
- レティシア・カスタ（ファッションモデル、2000年 - 2003年）
- エヴリーヌ・トマ（フランス語版）（ジャーナリスト、テレビ司会者、2003年 - 2012年）
- ソフィー・マルソー（女優、2012年 - ）

## フランスの国章

フランス政府広報のロゴマーク

フランスは正式な国章を有しないが、フランスではマリアンヌの肖像がこれに準ずるものとして位置づけられている。フランス政府は1999年から、マリアンヌと三色旗（トリコロール）をデザインしたロゴマークを政府公報などに使用している。青と赤を背景に、マリアンヌの白い横顔、下部にはフランス語で「フランス共和国（「政府」だけの場合もあり） 自由、平等、友愛」と書かれており、フランス共和国政府ポータルサイトの冒頭と末尾にも表示されている。
なお、マリアンヌのほかに雄鶏をフランスの象徴とすることもある。世界の黎明を告げる啓蒙主義の伝統を具象化したものである。